# Norges idrottshögskola

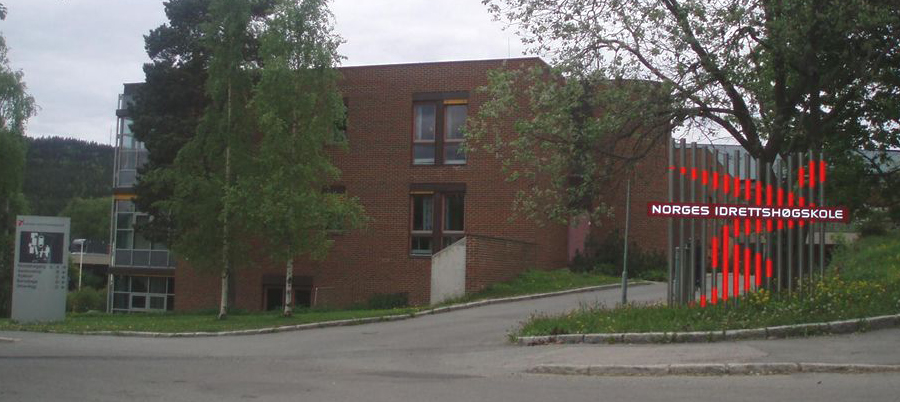
Norges idrottshögskola

Norges idrottshögskola (Norges idrettshøgskole) (NIH) är en offentlig vetenskaplig högskola. Den ligger vid sjön Sognsvann i Oslo, Norge. Skolan har ett särskilt nationellt ansvar för utbildning, grundforskning och forskarutbildning inom idrott.